# ستيفي راي
لاش هوفمان (بالإنجليزية: Lash Huffman)‏  (ولد في 22 أغسطس 1958) مصارع محترف أمريكي متقاعد، عرف باسم، ستيفي راي. اشتهر ستيفي راي بحمله لقب بطولة العالم للمصارعة لسبع مرات من 1993 إلى 2000، وبكونه عضو في فريق المصارعة هاردي هيت مع بوكر تي هوفمان، المعروف باسم بوكير تي , فوزهم بلقب
بطولة زوجي دبليو سي دبليو العالمية بسجل عشر مرات.

## روابط خارجية
- ستيفي راي على موقع WrestlingData.com (الإنجليزية)
- ستيفي راي على موقع CageMatch worker (الإنجليزية)
- ستيفي راي على موقع قاعدة بيانات المصارعة على الإنترنت (الإنجليزية)
- ستيفي راي على موقع عالم المصارعة على الإنترنت (الإنجليزية)
- ستيفي راي على موقع عالم المصارعة على الإنترنت (الإنجليزية)
- ستيفي راي على موقع IMDb (الإنجليزية)
- ستيفي راي على موقع قاعدة بيانات الفيلم (الإنجليزية)
- Harlem Heat at WWE.com